# Голицын, Иван Иванович Большой
Князь Иван Иванович Голицын по прозванию Большой Лоб (казнён 8 (18) июня 1686) — спальник, воевода и боярин во времена правления Фёдора Алексеевича, правительницы Софьи Алексеевны, Ивана V и и Петра I Алексеевичей.
Из княжеского рода Голицыны. Средний сын князя и боярина Ивана Андреевича Голицына. Имел братьев: боярина Андрея Ивановича и комнатного стольника и спальника Ивана Ивановича Меньшого. Сестра княжна Мария Ивановна, жена действительного тайного советника князя Григория Фёдоровича Долгорукова.

## Биография
В 1676 году показан комнатным стольником. В сентябре 1679 года сопровождал Государя в Саввино-Сторожевский монастырь. В 1681 году спальник царевича Петра I Алексеевича. В январе 1682 года, второй выборный, подписал соборное уложение об отмене местничества. Дневал и ночевал 03 мая 1682 года первым в Архангельском соборе при гробе царя Фёдора Алексеевича. На третий день коронации царей Ивана V и Петра I Алексеевичей 27 июня 1682 года смотрел первым в архиерейский стол в Грановитой палате. В сентябре 1683 года указано ему быть спальником царя Петра I. В апреле 1685 года пожалован в бояре, сопровождал Петра I в Спасский монастырь. В мае 1686 года послан первым воеводою в Казань, где пробыл до 1686 года. В 1682-1686 годах показан пятьдесят девятым боярином.
Казнён в 1686 году, умер бездетным.